# 995 Sternberga
995 Sternberga је астероид главног астероидног појаса. Приближан пречник астероида је 31,62 , 
а средња удаљеност астероида од Сунца износи 2,615 астрономских јединица (АЈ). 
Инклинација (нагиб) орбите у односу на раван еклиптике је 13,052 степени, а орбитални период износи 1545,130 дана (4,230 године). Ексцентрицитет орбите астероида износи 0,166. 
Апсолутна магнитуда астероида износи 10,30 а геометријски албедо 0,134.
Астероид је откривен 8. јуна 1923. године.